# Francesc Salvans i Armengol
Francesc Salvans i Armengol (Tarrasa, Barcelona, 1875 - Matadepera, Barcelona, 24 de julio de 1936) fue un industrial y político español. Hizo tres años de prácticas en la Société Alsacienne de Constructions Mécaniques de Mulhouse, y se incorporó a la empresa familiar Salvans Hermanos, Ponsà y Saus. Pronto se convirtió en un destacado de la vida económica de Tarrasa. En 1919 fue consejero de la Banca Marsans, accionista del Banco de Terrassa, vocal en 1924 y presidente en 1927 de la Junta del Banco Comercial de Terrassa, corresponsal del Banco de España en Tarrasa y director de la Caixa de Terrassa entre 1919 y 1936. Además fue presidente de la Cruz Roja local el 1903-1907 y de diversas entidades filantrópicas.
Políticamente, fue militante de la Unión Monárquica Nacional, con la que fue concejal del Ayuntamiento de Tarrasa entre 1909-1910, pero en 1931 ingresó en la Lliga Regionalista (después Lliga Catalana), con la que fue elegido diputado por la provincia de Barcelona en las elecciones generales españolas de 1933. El 24 de julio de 1936, poco después de estallar la guerra civil española fue asesinado entre el bosque y la carretera de Talamanca junto a su hijo Joan Salvans i Piera, Agustí Prat i Marcet, los industriales Gaietà Vallès i Pujals, Joaquim Barata i Rocafort, Manuel Vallhonrat i Comerma y Josep Maria Duran i Torres, y el notario Francesc de Paula Badia i Tobella.